# Acanthomyrmex malikuli
Acanthomyrmex malikuli (лат.) — вид муравьёв (Formicidae) рода Acanthomyrmex из подсемейства Myrmicinae. Встречаются в Юго-Восточной Азии: Таиланд (провинции Так и Утхайтхани). Назван в честь Vichai Malikul, научного иллюстратора отдела энтомологии Национального музея естественной истории Смитсоновского института, Вашингтон, округ Колумбия (USNM, США), за помощь в работе.

## Описание
Мелкие муравьи (менее 5 мм) с большеголовыми солдатами (крупными рабочими). Тело желтовато- иди красновато-коричневое; стебелёк и брюшко до буровато-чёрного. От близких видов отличается следующими признаками: передняя половина дозума головы морщинистая; постпетиоль почти такой же длины, как и высоты, с прямым дорсальным контуром; первый брюшной тергит без очень коротких прижатых волосков; дорсальные и латеральные поверхности бёдер с прямыми волосками. Дорсум головы с заметной альвеолярной скульптурой. Петиоль без длинных шипиков, но на передеспинке рабочих два длинных шипа. Кроме обычных маток обнаружены эргатоидные бескрылые матки. Они похожи на крупных рабочих (солдат) по строению, скульптуре, окраске и волосистости, но имеют следующие отличия: голова немного короче и уже (ширина головы 2,02—2,05 мм, головной индекс 102—103 у эргатоидной королевы; ширина головы 2,08—2,24 мм, головной индекс 112—116 у солдат); оцеллии присутствуют, срединный оцеллий в анфас почти расположен на уровне заднего края глаза и почти такой же большой, как боковые оцеллии; мезоскутеллум выступает назад. У самцов тело чёрное, но вершина усиков, ноги и брюшко красновато-коричневые; крылья светло-коричневые.

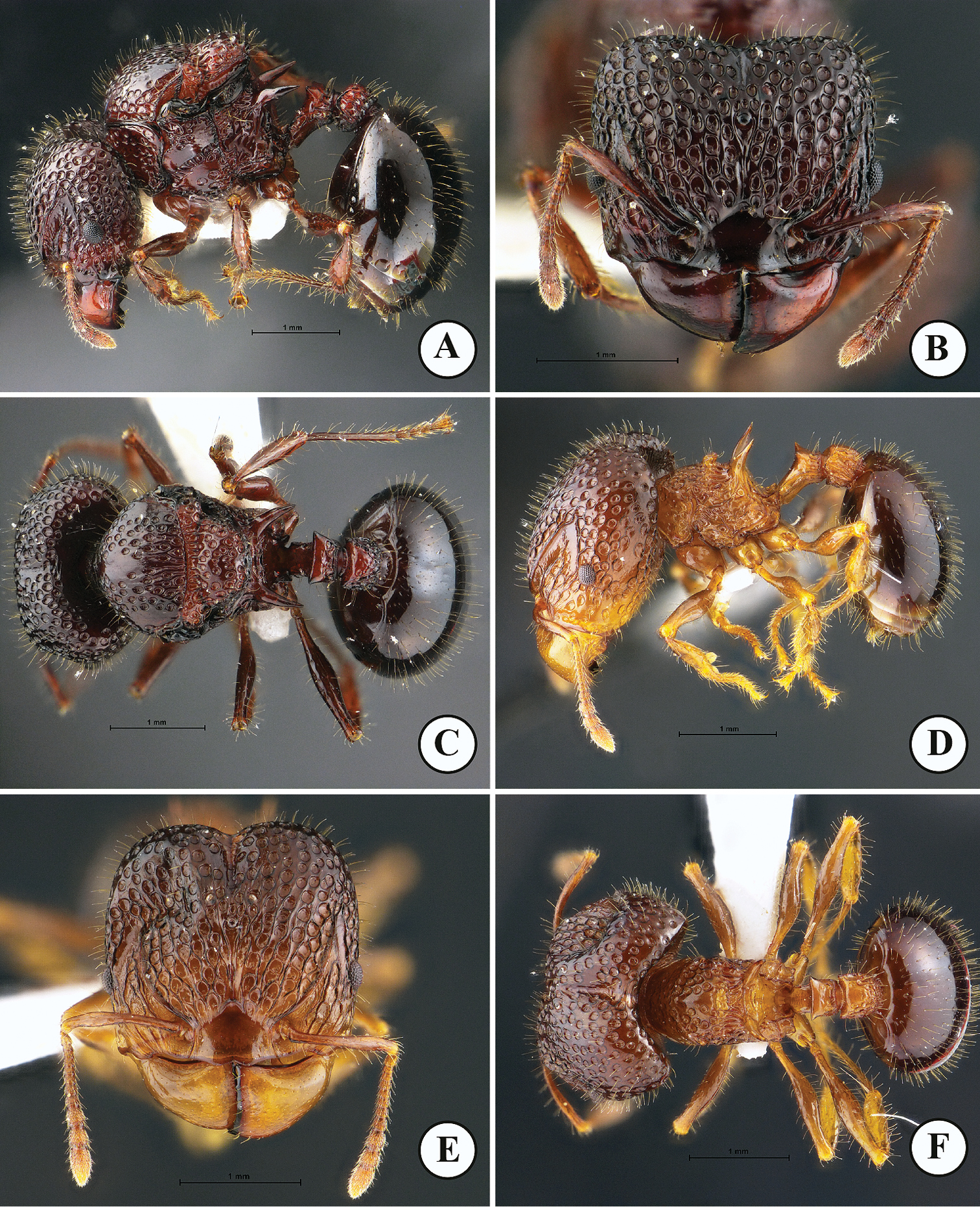
Матка (A, B, C) и эргатоидная самка
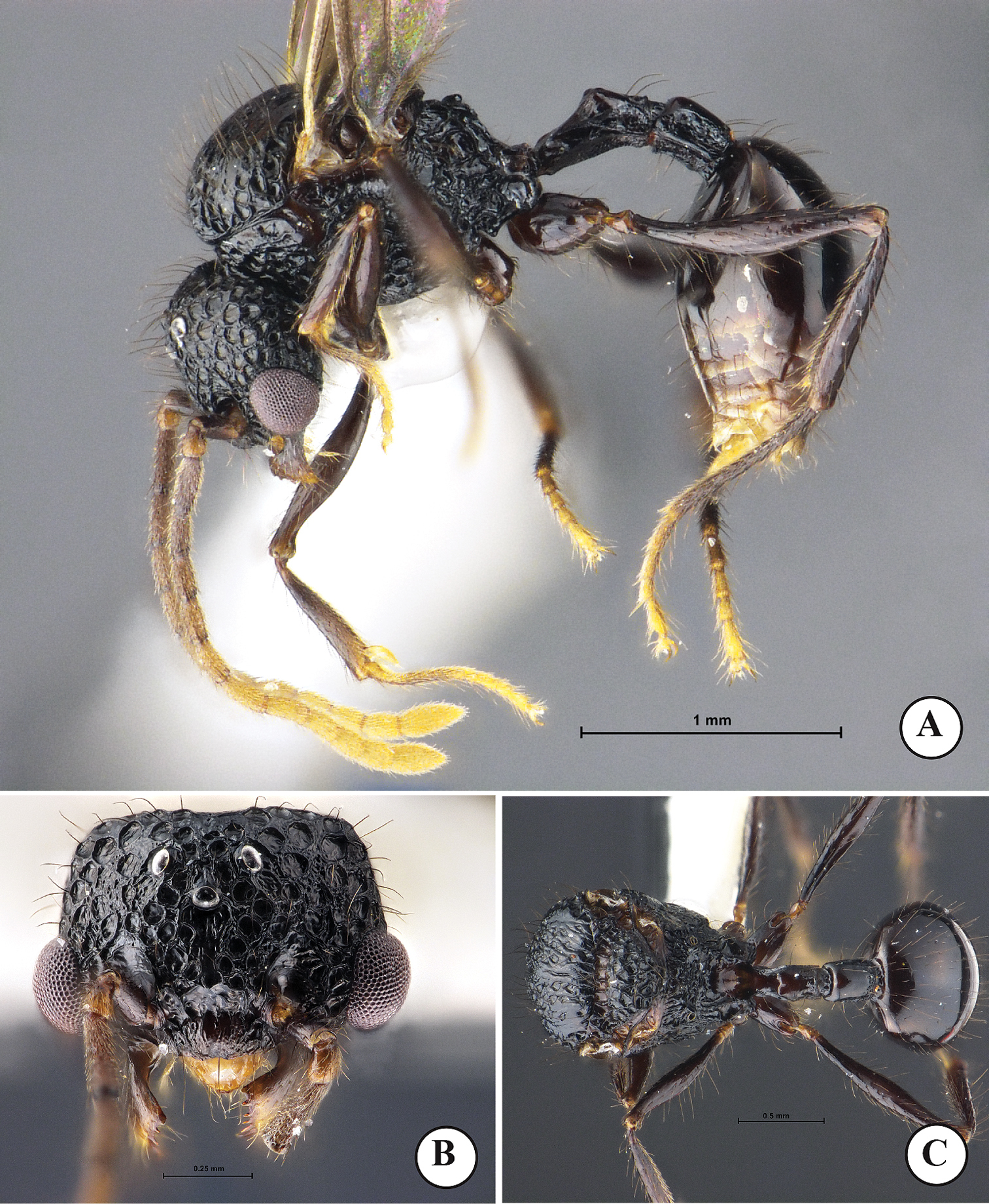
Самец